# Bayfront
Bayfront – węzłowa stacja podziemna Mass Rapid Transit (MRT) na Circle Line i Downtown Line w Singapurze. Stacja znajduje się w Marina Bay.